# 小行星5078
小行星5078（英語：5078 Solovjev-Sedoj）是一颗围绕太阳公转的小行星。1974年9月19日，柳德米拉·切爾尼赫在克里米亚发现了此天体。
这颗小行星的绝对星等为123.2903507936228等。